# Peer exchange
Peer exchange (PEX) — расширение BitTorrent-протокола для обмена списками участников.
PEX реализуется за счёт дополнительных сообщений между клиентами, уже соединёнными между собой для обмена сегментами файла по обычному протоколу BitTorrent.
В отличие от трекера и DHT, PEX может быть только вспомогательным средством получения пиров, так как он не может помочь подключиться к раздаче новым пирам.
Поддержка PEX есть в клиентах Transmission с версии 0.7, Vuze, BitComet, µTorrent, KTorrent, rTorrent, Deluge (начиная с версии 0.7.8) и BitTornado, qBittorrent, Tixati.
Существуют несколько несовместимых реализаций PEX, поэтому PEX между собой могут пользоваться только либо одинаковые клиенты, либо совместимые по PEX.
В Vuze, начиная с версии 3.0.5.0, реализована поддержка PEX от µTorrent, в дополнение к собственной версии. Таким образом, любой пир с Azureus >=3.0.5.0 может через PEX как сводить вместе других пиров, использующих несовместимые по PEX клиенты, так и получать от них адреса пиров.
В Transmission по мере разработки внедрялась совместимость с разными клиентами.
Формальная спецификация PEX (BEP 11) опубликована 29 октября 2015 года.

## ut_pex
Клиенты сообщают друг другу о поддержке PEX. И далее каждую минуту отсылают список новых подключившихся/отключившихся пиров с момента предыдущей отправки PEX пакета.